# Q (tijdschrift)

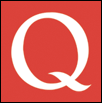
Logo

Q was een Brits muziekmaandblad van uitgeverij Bauer. Het verscheen van 1986 tot 2020 en had in 2007 een oplage van 130.179 exemplaren.

## Achtergrond

### Naamsbetekenis
Q werd in 1986 opgericht door journalisten van New Musical Express als lijfblad voor de oudere muziekliefhebber. Oorspronkelijk zou het blad Cue gaan heten (audioterm), maar om te voorkomen dat het voor een snookertijdschrift zou worden aangezien koos men voor Q. Bovendien zou een blad met een éénletterige naam meer aandacht trekken van de koper.

### Inhoud
De inhoud van Q bestond uit nieuws, recensies en interviews. Het blad werd vooral bekend om zijn gecompileerde lijsten zoals 50 bands to see before you die. Voorts werd er zo nu en dan een gratis cd of een paperback bij het blad gevoegd.

### Nevenprojecten
Naast het blad organiseerde Q de jaarlijkse Q Awards en had het een televisiezender (gesloten in 2012) en een radiostation (2008-2013). 

### Einde tijdperk
Mede vanwege de coronacrisis werd besloten om de publicatie van Q stop te zetten; de laatste editie (Q415) verscheen op 28 juli 2020 en blikte terug op diepte-interviews die in voorbije jaren werden geplaatst.